# 克列斯特灣

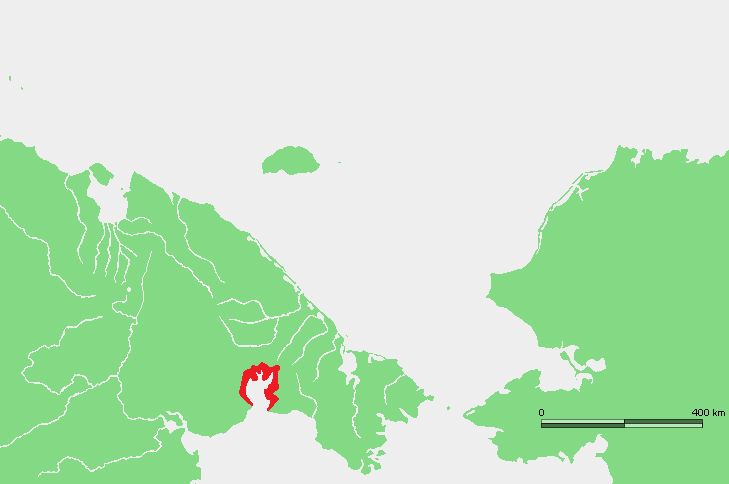
克列斯特灣位置

克列斯特灣是俄羅斯東北部的大型海灣，位於楚科奇半島南岸白令海，長度接近100公里，平均闊度45公里，有2個島嶼和1個沿海潟湖，水深35米。

## 外部連結
- All locations（页面存档备份，存于）
- Waders in Kresta Bay （页面存档备份，存于）
- Tourism

66°0′N 179°15′W / 66.000°N 179.250°W